# Юные бизнесмены
Юные бизнесмены, или Акционерное общество «Пылесос», на российских видеосайтах известен как Автомойка, оригинальное название фр. Tirelire Combines & Companie, англ. The Clean Machine, в немецком прокате нем. Die Schrubber-Gang — квебекская комедия для детей режиссёра Жана Бодри (1992), вышедшая в серии «Сказки для всех» (fr:Contes pour tous).

## Сюжет
Бенуа озабочен тем, что его семье постоянно не хватает денег: отец, по его мнению, зарабатывает слишком мало, и он решает сам обеспечить себе заработок. В газете ему попадается статья о 17-летней девушке, которая заработала миллионы благодаря собственной фирме. Он решает, что если это удалось девушке, которая старше его всего на 2 года, то удастся и ему. Вместе со своим другом Шарлем он создаёт фирму, которая оказывает мелкие услуги соседям.
Но для начала им нужен капитал. Бенуа собирает деньги, продавая «ненужные вещи» скупщикам старья. Шарль, напротив, узнаёт от отца, что гораздо выгоднее взять капитал взаймы у других людей и затем заставить деньги работать. Поэтому он сдаёт в ломбард цепочку своей матери; сумма оказывается недостаточной, и он берёт остаток взаймы у Клоэ, девочки, возглавляющей группу детей, также зарабатывающих деньги подобными «добрыми услугами». За этот заём Клоэ требует довольно высокий процент.
Поначалу предприятие работает успешно. Бенуа, однако, настаивает на том, чтобы вложить большую часть дохода в дальнейшее развитие дела, однако из-за этого Шарлю не хватает денег, чтобы выплатить заём и забрать цепочку из ломбарда, а Бенуа не знает о том, что Шарль вложил в компанию заёмные деньги. Поэтому Шарль берёт деньги взаймы у Мари, которая взамен тоже хочет стать участницей компании. Мари мечтает о том, чтобы стать репортёром, поэтому она документирует деятельность фирмы.
Тем временем Клоэ озабочена тем, что у неё появились конкуренты, поэтому она начинает саботировать их работу, и компания понемногу влезает в долги. К тому же обнаруживается, что со счёта фирмы сняты деньги. Под подозрение тут же попадает Шарль, поскольку остальные узнают, что ему нужно вернуть взятые взаймы деньги, и его исключают из фирмы. Мария в конце концов узнаёт, что деньги на самом деле взял Бенуа, чтобы расплатиться за долги отца в продуктовой лавке. Отец же, оказывается, сам выплатил деньги через пару дней. После этого и Мария покидает компанию, так что Бенуа остаётся совсем один. Мария в ярости и хочет написать о Бенуа разоблачительную статью.
Отец Бенуа объясняет ему, что не только в деньгах счастье: его стремление добиться во всём только личной выгоды оттолкнуло от него друзей. Бенуа приходится приложить все усилия, чтобы покрыть все долги своей фирмы. После этого он мирится с друзьями. Шарль, в свою очередь, усвоил, что для достижения целей приходится тяжело работать. Они объединяются с компанией Клоэ. В конце концов Мари понимает, что любое дело — это палка о двух концах, и если она хочет стать честной журналисткой, это тоже следует принять во внимание.